# Will Power (album)
| Recensione | Giudizio |
| ---------- | -------- |
| AllMusic   | [ 1 ]    |

Will Power è un album in studio del musicista britannico Joe Jackson, pubblicato nell'aprile 1987.

## Descrizione
Il disco viene registrato all'inizio del 1987 con il titolo provvisorio di lavorazione di Sharp Practice, come riportato dal test pressing su acetato, su etichetta Masterdisk Corporation, datato 30 gennaio 1987.
L'album viene distribuito nel 1987 negli Stati Uniti d'America dall'etichetta discografica A&M e dalla Mobile Fidelity Sound Lab. La A&M lo distribuisce anche in Australia, Canada, Europa e Giappone, mentre in Jugoslavia l'album viene distribuito dalla PGP RTB. Il disco viene pubblicato in formato LP, CD e musicassetta. Non si è a conoscenza di ristampe del disco successive al 1987.

## Tracce
Testi e musiche di Joe Jackson.
1. No Pasaran – 6:07
2. Solitude – 9:37
3. Will Power – 5:52
4. Nocturne – 4:25
5. Symphony in One Movement – 16:14

Durata totale: 42:15